# Dimitrie Cantemir (film)
Pour les articles homonymes, voir Dimitrie Cantemir et Dimitrie Cantemir (Vaslui).
Pour plus de détails, voir Fiche technique et Distribution.
Dimitrie Cantemir (titre original : Дмитрий Кантемир) est un film d'aventures historique soviétique réalisé par Vlad Ioviță et sorti en 1973.

## Synopsis
L'intrigue du film raconte l'histoire du Gospodar de la Principauté de Moldavie, Dimitrie Cantemir, et couvre les années 1710 et 1711. Au centre de l'intrigue se trouvent les événements de la campagne de Prut (ro) de 1711, qui s'est soldée par un échec pour l'armée russe.
Le sultan turc nomme Dimitrie Cantemir gouverneur de la principauté moldave, laissant son fils aîné en otage.
Dimitrie Cantemir, arrivé en Moldavie et constatant la violence des Turcs à l'égard du peuple moldave, décide de rendre le pays indépendant du pouvoir du sultan turc, de libérer les terres moldaves saisies par les Turcs et d'affranchir la Moldavie du tribut turc.
Il conclut à Loutsk un traité avec le tsar russe Pierre Ier sur une confrontation commune contre la Turquie, et l'annonce à l'assemblée des boyards. Cassandra, la femme de Cantemir, inquiète, lui rappelle que le sultan turc retient leur fils en otage et qu'il est désormais en danger de mort.
Lorsque les troupes russes s'approchent des terres de Moldavie, Dimitrie Cantemir envoie à Pierre Ier le capitaine Decusare, qui rapporte que toute la Moldavie a pris les armes, que dix-sept régiments moldaves sont rassemblés sous les bannières et que Cantemir demande aux troupes russes de traverser le Dniestr.
Les troupes russes traversent le Dniestr et, avec les unités moldaves, battent les Turcs. Le sultan turc envoie Reis-Efendi à Dimitrie Cantemir. Il annonce à Cantemir que son fils est emmené d'Istanbul vers le camp turc. Et si Kantemir n'arrive pas chez les Turcs avec toute son armée à l'aube, la tête de son fils lui sera envoyée sur un plateau.
Dimitrie Cantemir n'accepte pas les conditions de Reis-efendi. Les Turcs sont sur le point d'exécuter le fils de Cantemir, mais à la dernière minute, Reis-efendi annule l'exécution de son autorité. Il libère le garçon et l'envoie à Dimitri Cantemir.
Une partie des boyards moldaves, n'approuvant pas le choix de Cantemir en faveur de la Russie, passe du côté du sultan turc. À la suite de leur trahison, les Turcs parviennent à encercler l'armée russe, à réprimer la rébellion en Moldavie et à reprendre le pouvoir.
Les Turcs exigent de Pierre Ier qu'il leur cède Azov, qu'il détruise les fortifications de Taganrog, ainsi que la tête de Dimitrie Cantemir, ce que Pierre Ier refuse.
Dmitri Cantemir quitte la Moldavie avec Pierre le Grand et l'armée russe.

## Fiche technique
- Titre original russe : Дмитрий Кантемир, Dimitrie Cantemir'[1]
- Réalisation : Ievgueni Tatarski
- Scénario : Vlad Ioviță
- Photographie : Vitali Kalachnikov (ru)
- Montage : N. Bourouyane
- Musique : Édouard Lazarev (ru)
- Décors : Vasile Covrig, Vladimir Boulat
- Sociétés de production : Moldova Film
- Pays de production :  Union soviétique
- Langue originale : roumain
- Format : couleurs par Sovcolor - Son stéréo
- Genre : film d'aventures historique
- Durée : 97 minutes
- Dates de sortie : 
  - Moldavie : 6 février 1973
  - Union soviétique : 16 septembre 1974

## Distribution

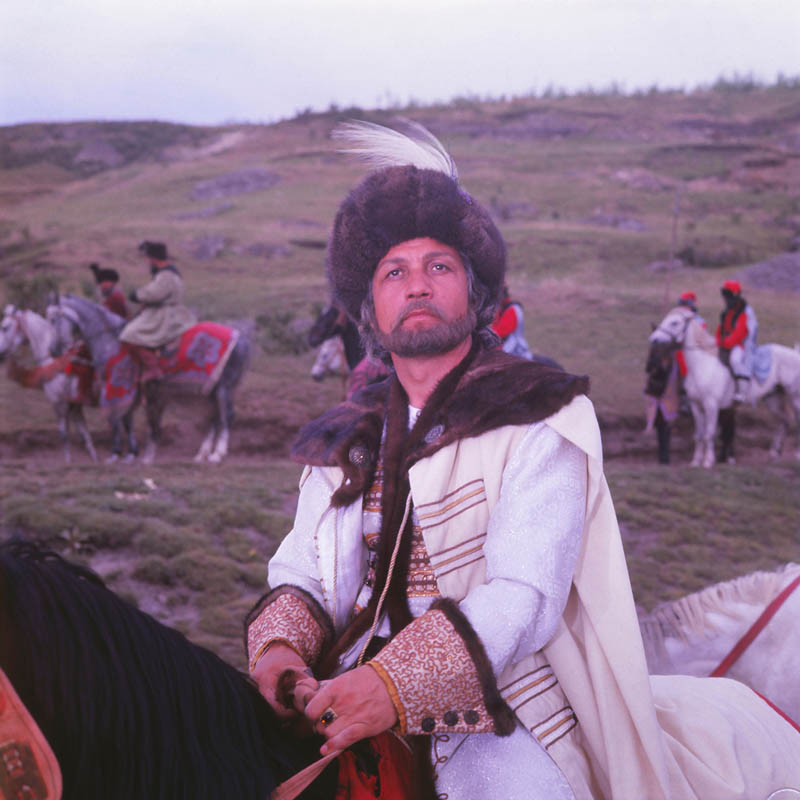
Mihai Volontir dans une scène du film.

- Mihai Volontir : Dimitrie Cantemir
- Alexandre Lazarev : Pierre Ier le Grand
- Ariadna Chenguelaïa : Kassandra
- Natalia Varleï : Rodykja
- Rouslan Akhmetov (ru) : Ali Bey